# Кастильоне дей Пеполи
Кастильо̀не дей Пѐполи (на италиански: Castiglione dei Pepoli, на местен диалект Castiòn, Кастийон) е градче и община в северна Италия, провинция Болоня, регион Емилия-Романя. Разположено е на 691 m надморска височина. Населението на общината е 5964 души (към 2010 г.).